# Traité Arana-Southern
À la fin des années 1840, l'Argentine tenta de réglementer la circulation sur les fleuves Paraná et Uruguay, ce qui eut un impact sur le commerce français et anglais avec le Paraguay enclavé. En conséquence, la Grande-Bretagne et la France entreprirent une action militaire et organisèrent le blocus franco-anglais du Río de la Plata. Bien que ce fut un succès militaire, les victoires contre les forces argentines se révélèrent des victoires à la Pyrrhus et les deux pays retirèrent leurs forces et conclurent des traités avec l'Argentine. Le traité de paix avec les Britanniques est appelée la convention de colonisation ou le traité Arana-Southern.

## Contexte

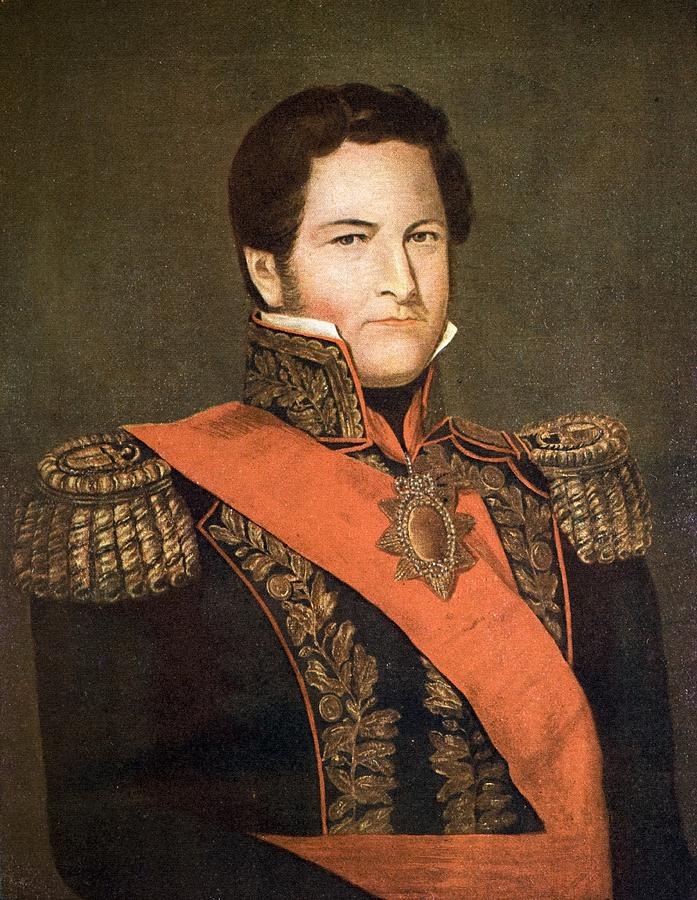
Le général Juan Manuel de Rosas – 1841, portrait par Cayetano Descalzi

La France et la Grande-Bretagne imposèrent un blocus naval de cinq ans à la Confédération argentine dirigée par Juan Manuel de Rosas. Il fut imposé en 1845 pour soutenir le parti Colorado dans la guerre civile uruguayenne et pour fermer Buenos Aires au commerce maritime. La marine anglo-française empiéta dans les eaux intérieures de l'Argentine, afin de vendre ses produits, alors que Rosas maintenait une politique protectionniste.
Un engagement clé dans le blocus fut la bataille de la Vuelta de Obligado, où une flotte combinée franco-britannique fit irruption dans le fleuve Paraná malgré la résistance farouche des forces argentines. Bien que les forces britanniques et françaises écrasèrent les forces argentines, lui infligeant des pertes effroyables, les dommages à la flotte était si importants qu'elles resta 40 jours à Obligado pour réparer. L'expédition fut également un échec commercial car le Paraguay s'avéra être moins riche que prévu et les navires marchands furent contraints de revenir avec beaucoup de leurs produits invendus. À leur retour, le convoi dû faire face à une résistance farouche et plusieurs navires marchands furent coulés par l’artillerie.
Alors que le commandant britannique Ouseley demandait des forces supplémentaires pour soutenir une campagne continue, un certain nombre de facteurs contraignit les Britanniques à rompre avec leurs alliés français. Le résultat de l'expédition, le coût élevé de la victoire et les opportunités commerciales limitées, modifièrent l'attitude britannique. L’Argentine avait une dette importante à la banque Barings et les paiements avaient été suspendus en raison des préoccupations financières que le blocus avait causées. Le Times avait également publié une allégation selon laquelle Ouseley avait un intérêt financier personnel dans le blocus, provoquant un scandale politique. Tomás Samuel Hood fut envoyé à Buenos Aires avec l'instruction de négocier à tout prix un règlement avec Rosas.

## Négociations

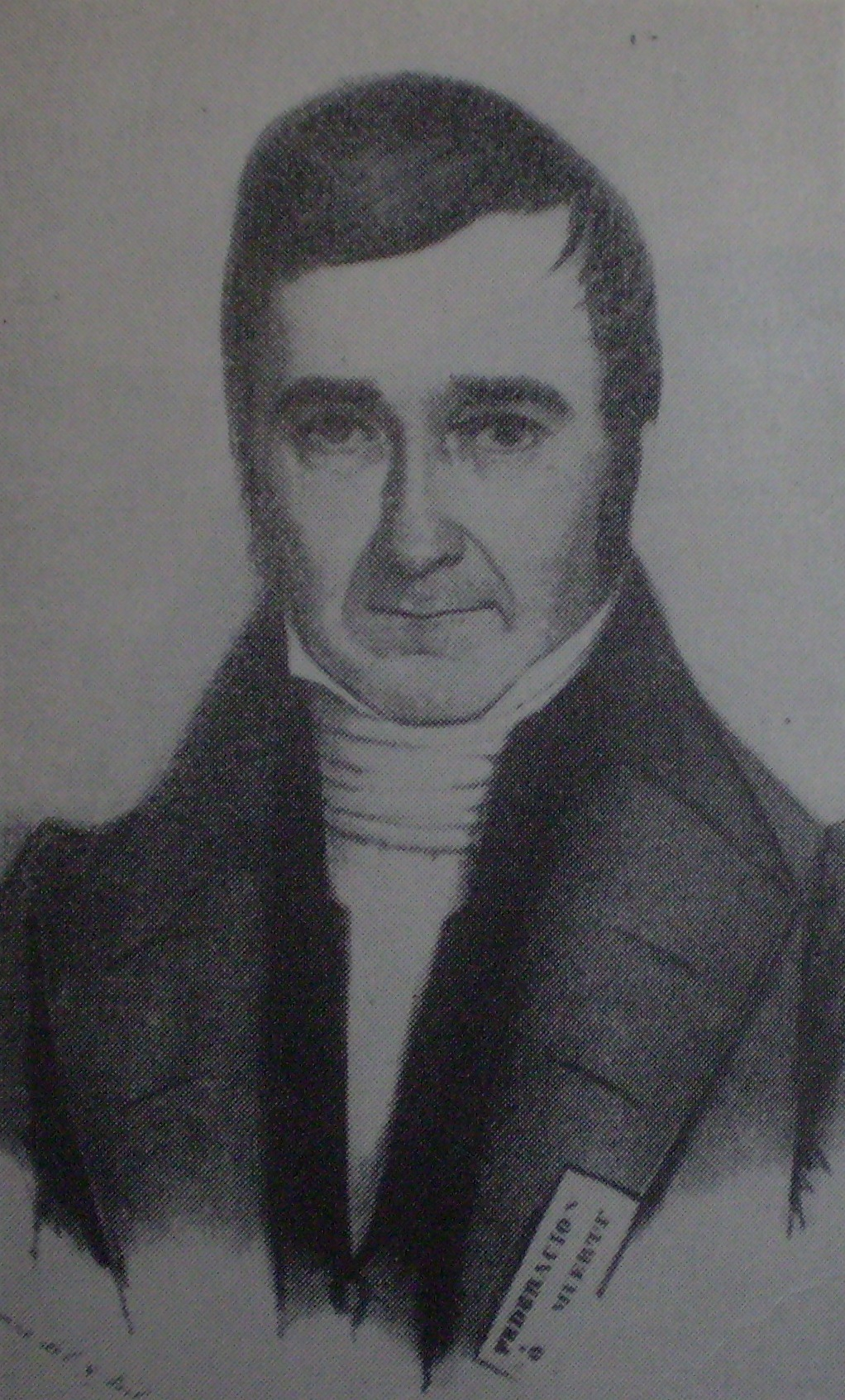
Felipe Arana

Bien que la force franco-anglaise eut défait les forces argentines, le coût de la victoire s'avéra excessif à cause de la résistance féroce des Argentins. En conséquence, les britanniques cherchèrent à sortir du conflit. Les négociations visant à mettre fin au conflit prirent près de deux ans de 1848 à 1849. Le résultat final fut un traité de paix, la convention Arana-Southern appelée « Convention pour la restauration parfaite de relations amicales entre la Confédération argentine et Sa Majesté britannique » (Convención du para Restablecer las Relaciones perfectas de amistad Entre la Confédération Argentine y Su Majestad Britannica). Il est également connu comme la "Convention de colonisation" ou le "traité Arana-Southern".
Le traité est considéré comme un triomphe considérable pour le dictateur argentin le général Rosas, car c'était la première fois qu’une nation émergente d'Amérique du Sud réussissait à imposer sa volonté à deux empires européens (Grande-Bretagne et France). Cependant, Rosas, du fait de la dette à la banque Barings, était prêt à renoncer à la revendication de l'Argentine sur les îles Malouines dans la Convention,,,,,. Le traité régla « les différences existants » entre les deux nations.

## Ratification
La convention fut signée le 24 novembre 1849 et ratifié le 15 mai 1850. Le traité entra en vigueur après sa ratification. Les détails du traité Arana-Southern furent publiés par le ministère des Affaires étrangères et du Commonwealth, dans le volume 37.

## L'accord de navigation d’Urquiza

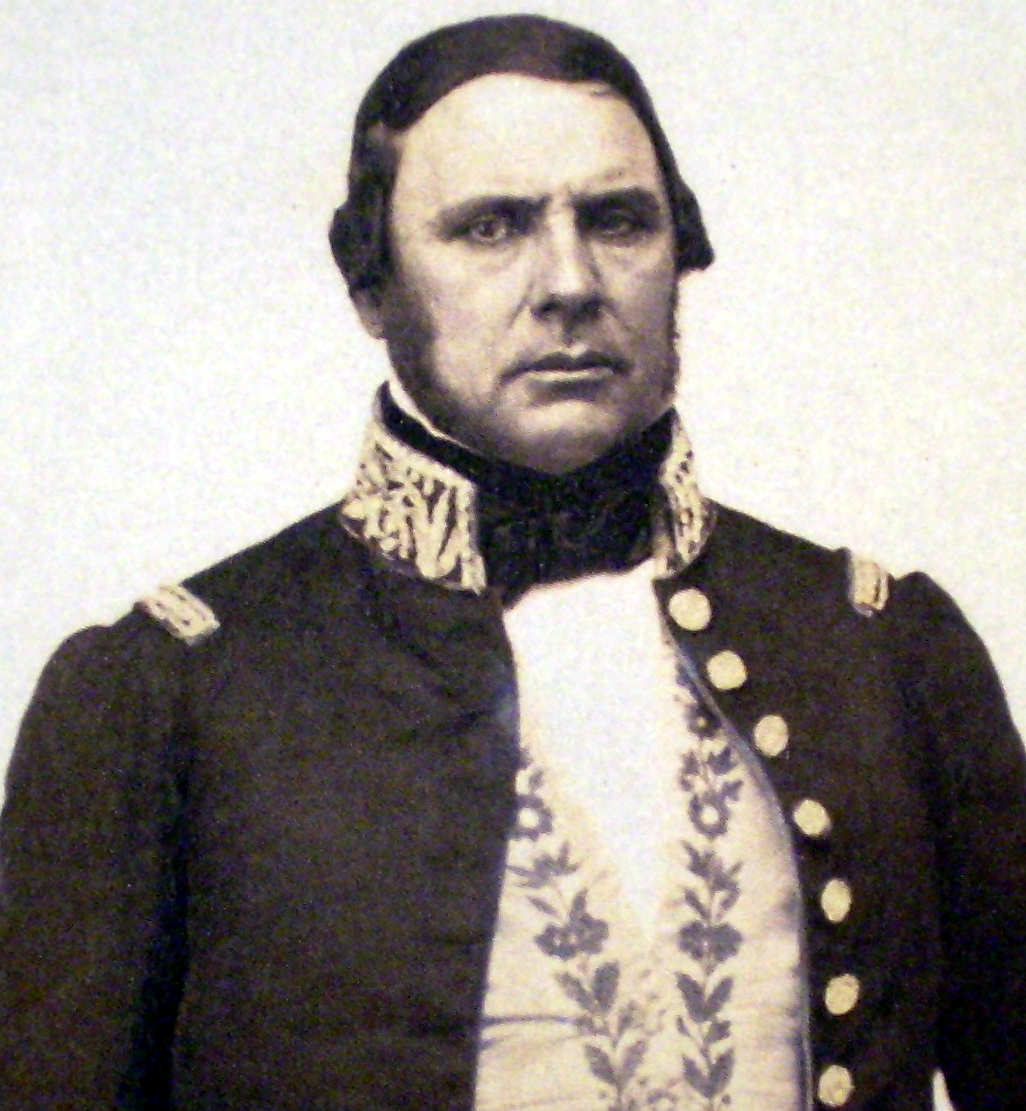
Justo José de Urquiza

Le blocus anglo-français du Río de la Plata fut suivie par une rébellion de Justo José de Urquiza contre Rosas. En février 1852, Urquiza défait Rosas à la bataille de Caseros et le remplaça. Peu de temps après la victoire d’Urquiza, Sir Charles Hotham, qui a pris part au début du conflit, écrivit au comte de Malmesbury (qui avait remplacé lord Palmerston), lui suggérant qu'il était temps d'envisager de rompre le traité Arana-Southern et de permettre la libre navigation des rivières argentines.
Urquiza eut deux entretiens avec le représentant britannique Robert Gore, et dans le second il exprima ses « plans visant à développer les ressources de ce grand et riche pays, l'ouverture des rivières à toutes les nations, avec des navires libres de naviguer sur les rivières, de charger ou de décharger leur fret sans avoir à s’arrêter auparavant à Buenos Aires ». Les Britanniques concentrèrent leurs efforts diplomatiques sur l'obtention d'un accord d’ouverture de la navigation sur les rivières. Le bureau des Affaires étrangères contacta la France à cette fin, et les deux pays envoyèrent une mission diplomatique en Argentine en mai 1852, dirigé par Sir Charles Hotham et Michel de Saint-Georges, en vue de mettre un terme aux restrictions des traités Arana-Southern et Arana-Lepredour. Ils eurent un entretien avec Urquiza en août, qui fut d'accord avec leurs propositions,.
Lors d'une accalmie du siège et du blocus de Buenos Aires, entre 10 et 13 juillet 1853, Urquiza signa des accords de navigation avec des officiels britanniques, français et américains qui garantissaient la libre navigation sur les rivières intérieures argentines pour le commerce extérieur. De l'avis de James Scobie, son intention était d'obtenir un instrument juridique pour obliger ces gouvernements à protéger la liberté de navigation dans le cas où la province de Buenos Aires a essayé de couper les communications confédérés avec l'extérieur. La liberté de navigation sur les rivières fut incluse dans la constitution argentine de 1853.

## Liens avec la dispute de souveraineté sur les îles Malouines
Les écrivains britanniques soutiennent que le traité Arana-Sud de 1849 a réglé tous les différends entre le Royaume-Uni et l'Argentine, y compris les Malouines, car l'Argentine n'a pas expressément réservé ses droits sur les îles dans le traité susmentionné et que, par conséquent, a abandonné sa revendication.
Cette affirmation n'a aucun fondement conformément au texte de la Convention. En effet, l'Argentine n'a pas renoncé à sa revendication sur les îles Malvinas, puisque l'objet et le but dudit traité ressortent clairement de son article 1, qui dit: « Ayant le gouvernement de S.M.B., animé par le désir de mettre fin aux différends qui ont interrompu les relations politiques et commerciales entre les deux pays, levé le 15 juillet 1847, le blocus qui avait été établi dans les ports des deux républiques de La Plata, faisant ainsi preuve de leurs sentiments conciliants, ils obligent par la présente à même esprit amical, d'évacuer définitivement l'île de Martín García, de rendre les navires de guerre argentins en leur possession, autant que possible, dans le même état dans lequel ils ont été pris, et de saluer le drapeau de la République argentine avec vingt et un des coups de canon ». Les « différends qui ont interrompu les relations politiques et commerciales entre les deux pays » mentionnés à l'article 1 étaient ceux résultant de l'intervention britannique dans le Río de la Plata, mettant fin au blocus et résolvant la question de la navigation des fleuves. L'usurpation britannique des îles Malouines en 1833 n'avait jamais interrompu les relations politiques et commerciales entre l'Argentine et la Grande-Bretagne. Dans l'ensemble du texte du traité, il n'y a aucune mention des îles Malouines, ni implicitement ni explicitement. Le reste des articles fait toujours référence au blocus du Río de la Plata.
Il est également important de tenir compte du préambule du traité, où il est dit que « [...] ayant déclaré que Sa Majesté britannique n'avait en vue aucun objet séparé ou égoïste, ni aucun autre désir que de voir la paix établie en toute sécurité et l'indépendance des États du Río de la Plata, telle que reconnue par les traités […] ». Cela signifie que le gouvernement britannique n'avait en vue aucune autre question distincte ou intéressée autre que le blocus britannique du Río de la Plata et, pour cette raison, le traité n'est pas lié à l'affaire Malouines.
Deux juristes célèbres, à la fois antérieurs et contemporains des événements, reflètent l'état du droit international à l'époque et contredisent catégoriquement l'interprétation faite par les écrivains britanniques. Emer de Vattel écrit: « L'effet du traité de paix est de mettre fin à la guerre, et d'en abolir le sujet. [...] on ne peut étendre l'effet [...] à des choses qui n'ont aucun rapport à la guerre terminée par le traité. [...] Le traité de paix ne se rapporte naturellement et de lui-même qu'à la guerre, à laquelle il met fin. Ses clauses vagues ne doivent donc s'entendre que dans cette relation. Ainsi la simple stipulation du rétablissement des choses dans leur état, ne se rapporte point à des changements qui n'ont pas été opérés par la guerre même ». De même, Henry Wheaton dit : « Le traité de paix n'éteint pas les réclamations fondées sur des dettes contractées ou des blessures infligées avant la guerre, et sans rapport avec ses causes, à moins qu'il n'y ait une stipulation expresse à cet effet ».
Comme on le voit, les deux juristes s'accordent: l'objet des traités de paix est de mettre fin à la guerre et à sa cause; ces traités n'éteignent pas les prétentions antérieures à la guerre et sans rapport avec sa cause, sauf stipulation expresse et, enfin, les effets du traité ne peuvent être étendus à des événements sans rapport avec la guerre qui l'a provoqué. Sur la base de ce qui précède, une renonciation implicite de l'Argentine à sa souveraineté sur les Malouines ne peut être déduite du contenu et de la portée du traité Arana-Southern.
L'Argentine a maintenu sa demande et ses demandes de réponse, tandis que le Royaume-Uni a maintenu sa position de refus de discuter de la question. Il n'y a pas non plus eu de mention du traité par le Royaume-Uni face aux protestations continues du gouvernement argentin.
Dans son message à l'Assemblée législative du 27 décembre 1849, Juan Manuel de Rosas expliqua les détails de la négociation avec les représentants du gouvernement britannique et donna des détails sur la portée du traité. Dans ce même message, Rosas rend explicite la continuité de la revendication des Malouines et ratifie les protestations de Manuel Moreno, l'ambassadeur d'Argentine à Londres. Dans sa note de protestation, Manuel Moreno a officiellement notifié à Lord Palmerston que le gouvernement argentin n'abandonnera jamais les îles Malouines.

## Commentaires de lord Palmerston

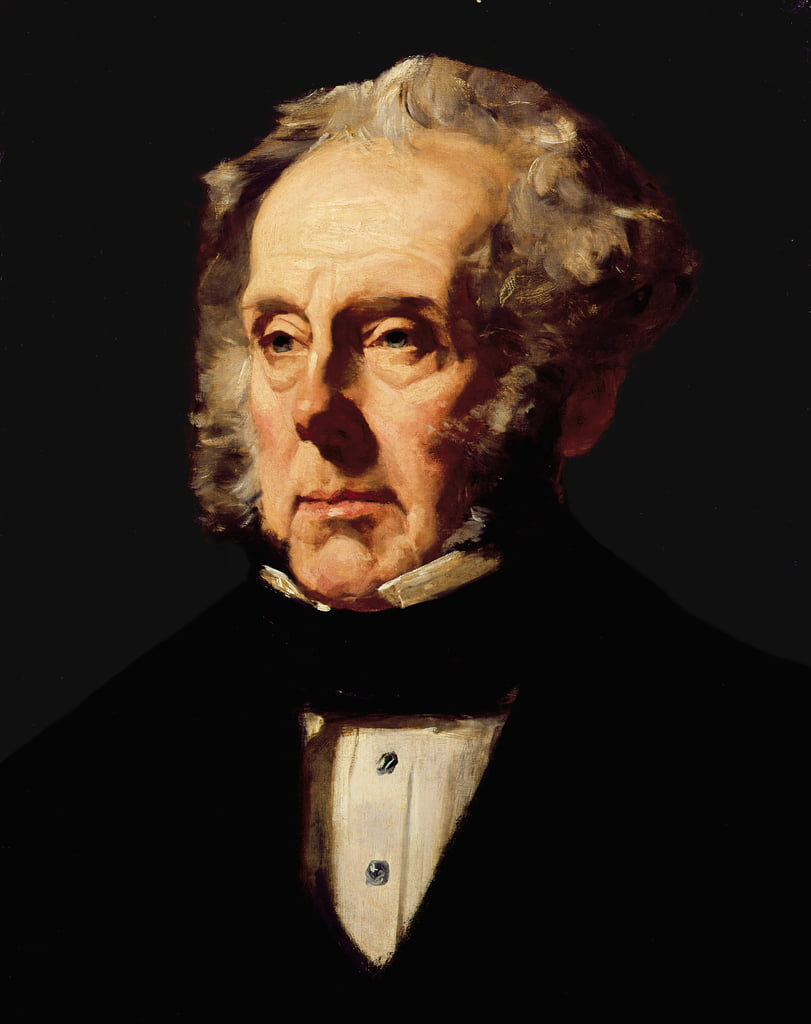
Lord Palmerston

Alors que les négociations sur la Convention de règlement progressaient, il est devenu évident que l'Argentine était prête à accepter la revendication de la Grande-Bretagne sur les Malouines. Le 27 juillet 1849, lord Palmerston, le ministre britannique des Affaires étrangères, déclara à la Chambre des communes :
« ... Une revendication avait été émise il y a de nombreuses années, de la part de Buenos-Ayres, sur les îles Malouines, et avait été combattue par le gouvernement britannique. La Grande-Bretagne avait toujours contesté et rejeté la revendication de l'Espagne sur les îles Malouines, et elle n'était donc pas prête à céder à Buenos-Ayres, ce qui avait été refusé à l'Espagne. Il y a 10 ou 12 ans, la Grande-Bretagne avait pris possession des îles Malouines, qui étaient restées inoccupées pendant un certain temps, et depuis, une colonie y a depuis été maintenue ; et elle pensait que ce serait plus déconseillé de faire revivre un différend qui avait cessé par l'assentiment d'une partie et le maintien de la position de l'autre. »
Manuel Moreno, l'ambassadeur argentin écrivit à lord Palmerston pour protester contre cette déclaration. La lettre de Moreno visait la description faite par Palmerston de « l'assentiment d'une partie et le maintien de la position de l'autre » et plusieurs protestations récentes, dont les messages au Congrès. Palmerston répondit, indiquant que « j'ai toujours compris la chose en question comme devant se tenir exactement de la manière décrite par vous dans votre lettre ».
La lettre de lord Palmerston est interprétée comme la reconnaissance que l'Argentine a continué à protester ou comme une croyance que la question des Malouines fut réglée avec l'acquiescement de l'Argentine.

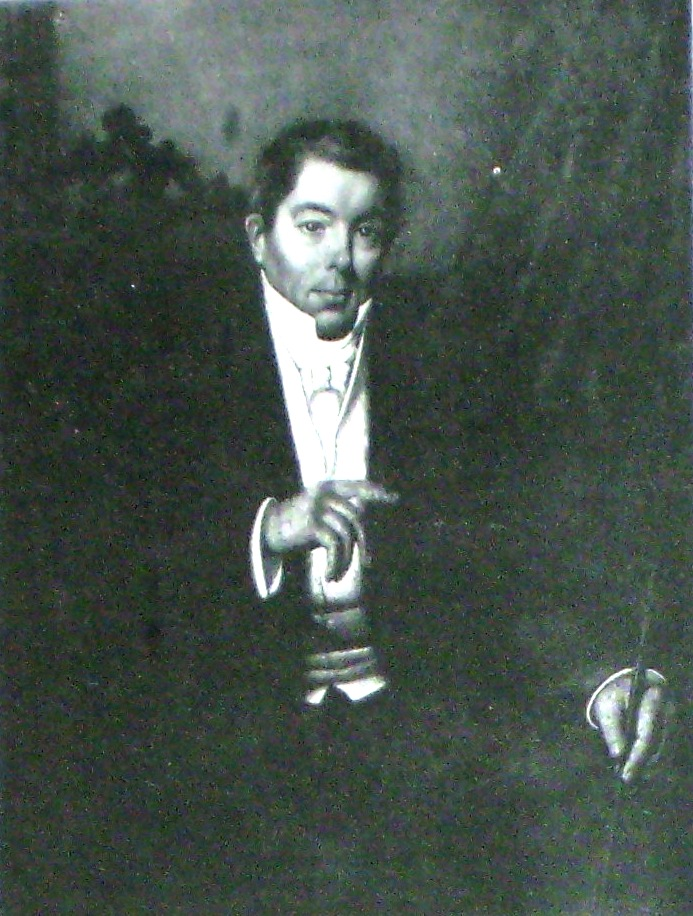
Manuel Moreno

## Les opinions des historiens
Un certain nombre d'historiens commentèrent le rapport de la Convention de colonisation avec le litige sur les Malouines. Le diplomate et historien mexicain Carlos Pereyra estimait que le général Rosas renonça à la revendication sur les îles Malouines pour mettre fin à la participation de la Grande-Bretagne dans le Rio de la Plata.
L'impact du traité fut également soulevé dans un débat de 1950 sur la revendication de l'Argentine sur les Malouines par un membre de la Chambre des députés argentine, Absalón Rojas.
D'autres historiens argentins commentèrent l'impact que la Convention de colonisation eut sur la revendication de souveraineté de l'Argentine moderne, comme l’historien Alfredo R. Burnet-Merlin. Ernesto J. Fitte considère que la Confédération argentine aurait dû inclure la restitution dans le traité.